# Christian Van Ryswyck
Christian Van Ryswyck est un journaliste français.

## Biographie
Christian Van Ryswyck a filmé la première interview de Klaus Barbie par Ladislas de Hoyos faite à La Paz, en Bolivie, le 3 février 1972 lorsque le couple Beate et Serge Klarsfeld retrouve la trace de l'ancien chef de la Gestapo lyonnaise. Il a également couvert en Jordanie les détournements de Dawson's Field, le détournement puis la destruction de trois avions de ligne qui marquent le début des événements de Septembre noir.
Il est aussi l'auteur et le réalisateur en 1970 d'un court-métrage intitulé La Plus Noble Conquête de la femme.

### Journaliste sportif sur TF1
Dans les années 1980, Christian Van Ryswyck  travaille sur TF1 pour Automoto[source insuffisante] , notamment en résumant les Grands-Prix de F1, et Sports Dimanche soir[source insuffisante].
Le 16 août 1987 Christian Van Ryswyck remplace aux commentaires des Grands-Prix de F1 au pied levé Bernard Giroux (parti disputer avec Didier Pironi et Jean-Claude Guénard une épreuve du championnat d’Europe de Offshore en Norvège) à l’occasion du Grand Prix automobile d'Autriche 1987 aux côtés de José Rosinski, ce tandem de commentateurs durant jusqu’au Grand Prix d'Australie 1989,[source insuffisante]. Il commente également les 24 heures du Mans[réf. nécessaire].

## Livres
- Thierry Sabine, le Dakar 1986 de Yann Arthus-Bertrand et Christian Van Ryswyck, éditions Le Chêne, 4 février 1987,  (ISBN 978-2851084248)